# Przylądek Inamuragasaki

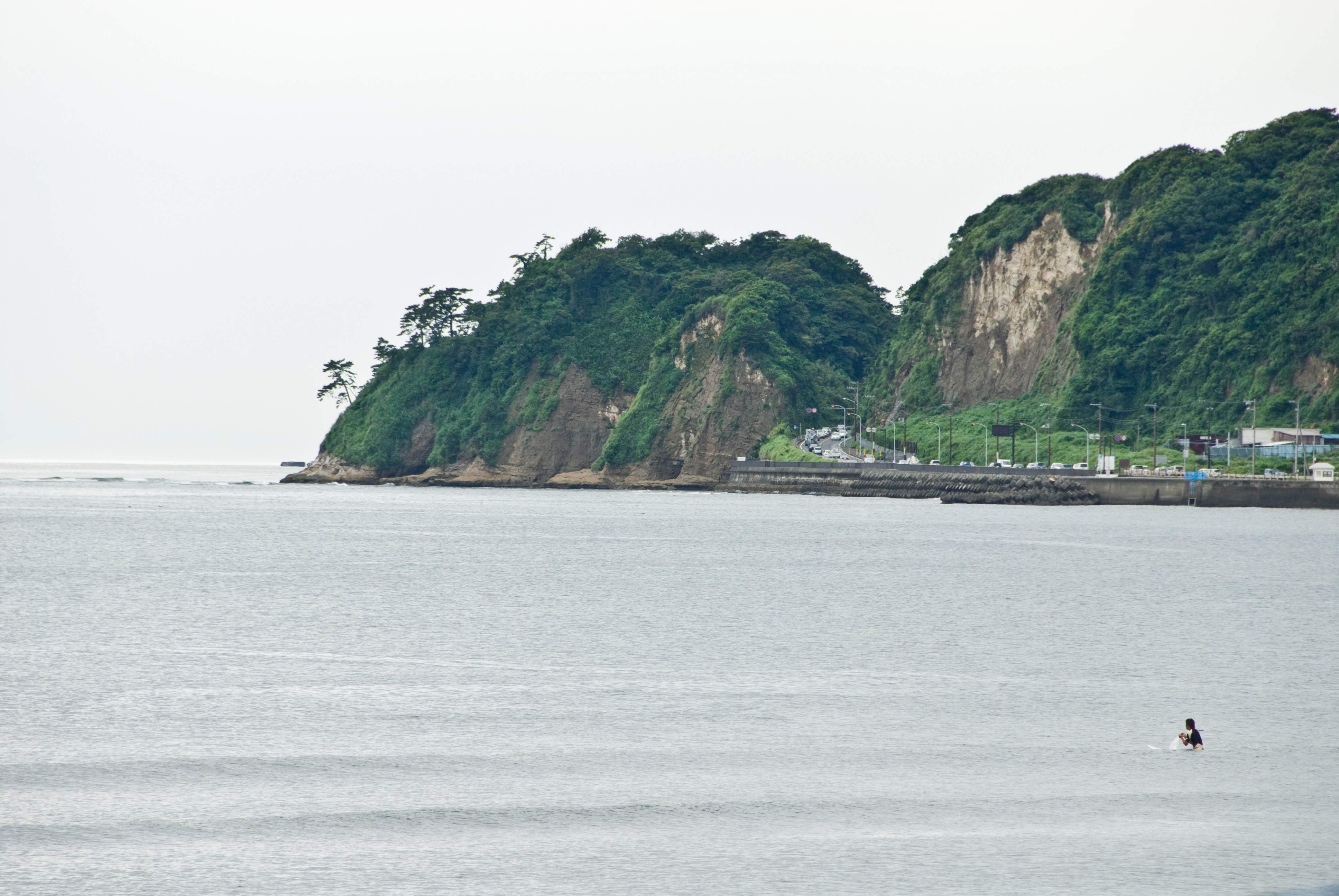
Przylądek Inamuragasaki

Inamuragasaki (jap. 稲村ケ崎 Inamura-ga-saki) – przylądek na zachodnim krańcu plaży Yuigahama w mieście Kamakura w prefekturze Kanagawa w Japonii. Oddziela Yuigahamę od plaży Shichirigahama. Nazwa prawdopodobnie odwołuje się do jego kształtu przypominającego stos ryżu w czasie żniw (inamura). W pobliżu znajduje się park Inamuragasaki (Inamura-ga-saki Kaihin Kōen).

## Historia
Pierwsze wzmianki o Inamuragasaki znajdują się w książce Genpei jōsuiki (lub Genpei seisuiki – rozszerzona wersja Heike monogatari) mówiące, że w trakcie bitwy pod Ishibashiyama klan Miura dwukrotnie przemierzał przylądek w celu uratowania Yoritomo Minamoto. Żołnierze nie dotarli na czas, przez co Yoritomo został pokonany, a klan Miura musiał wracać drogą, którą przyszedł.
3 lipca 1333 roku Yoshisada Nitta przemierzył przylądek, po czym dokonał udanej inwazji na Kamakurę, w wyniku której zakończył się okres Kamakura.